# Triple play
Triple play is het leveren van toegang tot internet, van televisie en telefonie in een gecombineerd abonnement. Verschillende aanbieders leveren al triple play of zijn van plan dat in de toekomst te gaan doen. Veel Nederlandse providers bieden triple play aan in een zogenaamd alles-in-één-pakket.
De vorm waarin triple play geleverd wordt kan erg uiteenlopen. In de eenvoudigste vorm, zijn het de drie losse diensten die in een gezamenlijk pakket verkocht worden. De diensten hebben verder niets met elkaar te maken en werken ook niet samen. In de meest complete vorm worden de drie diensten echt geïntegreerd. Er wordt dan gebruikgemaakt van een gemeenschappelijke breedbandverbinding naar het huis (bijvoorbeeld via ADSL, ADSL2, VDSL, kabel of FttH). Ook worden de diensten echt geïntegreerd, bijvoorbeeld door binnenkomende telefoongesprekken op de tv te tonen en informatie van internet te koppelen aan tv-programma's.
Rond de eeuwwisseling werd het voor kabelmaatschappijen technisch mogelijk om triple play aan te bieden over één fysiek medium naar het grootste deel van hun klanten. Het kabelnetwerk bood al voldoende bandbreedte om honderden tv kanalen aan te bieden. Data en spraak toevoegen was daarom geen probleem. De concurrentie vanuit telecombedrijven kwam pas veel later. Dit omdat ADSL nog niet voldoende bandbreedte kon bieden om tegelijkertijd televisie, telefonie en internet door te geven. Met de komst van ADSL2, VDSL en FTTH (glasvezel) kwam daar verandering in. Kabel en glasvezel zijn echter de enige die alle diensten gelijktijdig kunnen doorgeven zonder last te hebben van een gebrek aan bandbreedte. Telefonie en televisie krijgen daarom vaak vanuit de provider voorrang op internetverkeer. Dit kan een lagere downloadsnelheid tot gevolg hebben.
Het tv-dienstenaanbod via FTTH is nog beperkt vergeleken met het aanbod van de kabelbedrijven; er is geen enkele FTTH-dienstenprovider die het uitgebreide pakket van de kabelbedrijven (140 digitale tv-kanalen, 7 hdtv-kanalen, 30 analoge tv-kanalen) aanbiedt. De grote kracht van FTTH is dat het een open netwerk is, elke aanbieder kan in principe zijn diensten aanbieden. Momenteel is er initieel vaak nog maar één aanbieder die zijn diensten aanbiedt, maar daar komt langzaam verandering in naarmate er meer FTTH-netwerken aangelegd worden.